# Yasuo Ōtsuka
Yasuo Ōtsuka (大塚康生?, Ōtsuka Yasuo; Tsuwano, 11 luglio 1931 – 15 marzo 2021) è stato un animatore e disegnatore giapponese.

## Biografia

### Gli inizi alla Toei Animation
Interessato al disegno fin da bambino, rimase impressionato dalla visione di un lungometraggio d'animazione sovietico, al punto di decidere di trasferirsi a Tokyo dopo gli studi superiori, per cercare di intraprendere una carriera nel settore. Ma poiché all'inizio degli anni cinquanta non era possibile andare a vivere nella metropoli senza un'autorizzazione, entrò come dipendente al Ministero della Salute, finendo a lavorare nella sezione narcotici con il compito di individuare i consumatori di droga. Dopo pochi anni di questo lavoro, si ammalò di tubercolosi e durante i due anni di convalescenza ebbe modo di coltivare la sua passione per il disegno. Entrò quindi in contatto con un gruppo di artisti che lavorava alla Nichido Eigasha ed iniziò ad apprendere il mestiere di animatore.
Nel 1956 superò una selezione per aspiranti animatori e venne assunto dalla neonata Toei Dōga, dove ebbe la possibilità di partecipare in prima persona alla costruzione delle fondamenta della futura animazione giapponese con maestri come Sanae Yamamoto e Yasuji Mori. Nel 1957 partecipò al cortometraggio Koneko no rakugaki, e già l'anno seguente ricoprì il ruolo di animatore chiave in La leggenda del serpente bianco, il primo lungometraggio animato a colori mai prodotto in Asia. Nei successivi dieci anni partecipò a quasi tutte le maggiori produzioni cinematografiche della Toei, oltre che a Ōkami shōnen Ken, la prima serie televisiva prodotta dalla casa nel 1963, divenendo così uno dei più autorevoli animatori, e senpai di molte giovani leve, tra cui Isao Takahata e Hayao Miyazaki. Nel 1968, in un periodo di forti proteste e rivendicazioni sindacali all'interno della Toei, gli venne affidata la direzione dell'animazione di un nuovo lungometraggio, Taiyō no ōji - Horusu no daiboken (La grande avventura del piccolo principe Valiant), per il quale ottenne di essere affiancato da Isao Takahata alla regia, dal suo senpai Yasuji Mori per le animazioni e da Hayao Miyazaki per il layout.
Tale importante ruolo costituì l'occasione per Ōtsuka di innovare e prendere le distanze dalla politica della dirigenza, che vedeva nell'animazione sempre e soltanto un prodotto di intrattenimento per bambini. Il film segnò una vera svolta nel modo di fare animazione, ma all'alta qualità dell'opera non corrispose il successo commerciale, e le strade di Ōtsuka e della Toei si separarono definitivamente di lì ad un anno.

### Il sodalizio con Hayao Miyazaki
Il nuovo spazio professionale di Ōtsuka divenne allora la A Production, un piccolo studio commissionario della Tokyo Movie Shinsha fondato qualche anno prima, dove in breve tempo lo seguirono anche Isao Takahata e Hayao Miyazaki. Proprio a questo studio nel 1969 si rivolse la TMS per il pilot di Lupin III, un progetto che Ōtsuka avrebbe seguito poi con dedizione per molto tempo, ed a cui ha contribuito, oltre che con la celebre citazione della Fiat 500, dirigendo l'animazione delle scene più significative della prima serie TV e, tra gli altri, del film Rupan sansei – Cagliostro no shiro (Lupin III - Il castello di Cagliostro), affidato peraltro alla regia di Miyazaki.
Proprio con questi, dopo essere passati entrambi alla Nippon Animation, Ōtsuka ha collaborato spesso, dirigendo ad esempio l'animazione e curando il character design di Mirai shōnen Conan (Conan il ragazzo del futuro) o le rocambolesche scene d'azione di Meitantei Holmes (Il fiuto di Sherlock Holmes). Tra le altre opere di cui ha diretto l'animazione, i due film di Panda-Kopanda, ancora con Miyazaki e Takahata, il film Jarinko Chie di Takahata, ed altri lungometraggi di Lupin III, quali Fuma ichizoku no inbō (Lupin III - La cospirazione dei Fuma) nel 1987, e Kutabare! Nostradamus (Lupin III - Le profezie di Nostradamus) nel 1995. Lasciata la professione, ha lavorato per la Telecom Animation Film, filiale della TMS, insegnando tecniche d'animazione presso la scuola interna Anime Juku.
Alla sua opera ed al rapporto privilegiato con Miyazaki nel 1983 è stato dedicato un libro, Miyazaki Hayao to Ōtsuka Yasuo no sekai (t.l. 'Il mondo di Hayao Miyazaki e Yasuo Ōtsuka') che, insieme all'autobiografico Sakuga asemamire (t.l. 'Disegni grondando sudore'), costituiscono le migliori fonti per approfondire la sua arte. Fonti che nel 2004 si sono arricchite del prezioso Ōtsuka Yasuo no ugokasu yorokobi (letteralmente 'La gioia di animare di Yasuo Ōtsuka'), film documentario dedicatogli dallo stesso Hayao Miyazaki, che più che un omaggio dell'allievo al maestro, è un vero e proprio atto d'amore.

## Opere principali
- Koneko no rakugaki, cortometraggio, 1957 - intercalatore
- La leggenda del serpente bianco, film, 1958 - animatore
- Shōnen Sarutobi Sasuke, film, 1959 - animatore
- Le 13 fatiche di Ercolino, film, 1960 - animatore
- Robin e i 2 moschettieri e ½, film, 1961 - animatore
- Le meravigliose avventure di Simbad, film, 1962 - animatore, character designer
- Il piccolo principe e il drago a otto teste, film, 1963 - animatore
- Gulliver no uchū ryokō, film, 1965 - animatore
- La grande avventura del piccolo principe Valiant, film, 1968 - sakkan
- Il gatto con gli stivali, film, 1969 - character design, storyboard
- Moomin, serie TV, 1969 - sakkan
- Le avventure di Lupin III, serie TV, 1971 - sakkan, character designer
- Panda! Go, Panda!, film, 1972 - sakkan
- Il circo sotto la pioggia, film, 1973 - sakkan
- Samurai jaiantsu, serie TV, 1973 - character designer
- Sōgen no ko tenguri, film, 1977 - sakkan
- Conan il ragazzo del futuro, serie TV, 1978 - sakkan, character designer
- Lupin III - La pietra della saggezza, film, 1978 - direttore artistico
- Lupin III - Il castello di Cagliostro, film, 1979 – sakkan, character designer
- Jarinko Chie, film, 1981 - sakkan
- Lupin III - La cospirazione dei Fuma, film, 1987 - sakkan
- Lupin III - Le profezie di Nostradamus, film, 1995 - sakkan